# Heo Jun
Heo Jun (en coreano: 허준, 1537 o 1539 – 9 de octubre de 1615) fue un médico coreano de la Corte real de la dinastía Joseon. Heo Jun trató al rey Seonjo de Joseon. Fue nombrado médico de la corte a la edad de veintinueve años.
Escribió varios textos médicos; el más valioso de ellos es el Dongui bogam —que literalmente significa el «espejo de medicinas orientales»—. El texto se ha considerado como el libro fundamental sobre la medicina tradicional coreana; posteriormente fue introducido a China, Japón y Vietnam.
Fue famoso por su labor en la corte y con los aristócratas; sin embargo, también tradujo nombres de hierbas medicinales al más práctico y accesible para los plebeyos alfabeto hangul.
La fama de Heo Jun entre los coreanos ha continuando hasta hoy en día. El drama Heo Jun se televisó en 2000, y obtuvo el porcentaje de televidentes más alto en Corea del Sur entre el año 2000 y el 2013. Su obra Dongui bogam se incluyó en el Registro de la Memoria del Mundo en 2009.
En el año 2016 la cadena JTBC de Corea del Sur estrenó el drama histórico El espejo de la bruja de un joven médico quien debe ayudar a una princesa de una maldición. El drama basa el contenido de medicina de Heo Jun y este es protagonizado por Yoon Shi-yoon como Heo Jun.